# Fieseler Fi 253
Fieseler Fi 253 Spatz, (tiếng Anh: Sparrow), là một mẫu máy bay dân dụng hạng nhẹ, do hãng Fieseler của Đức chế tạo. Fi 253 được thiết kế với tiêu chí tin cậy và giá thành rẻ. Buồng lái buồn 2 chỗ, đặt cạnh nhau, máy bay trang bị động cơ Zündapp Z 9-092, công suất 50 hp (37 kW). Chỉ có 6 chiếc được chế tạo trước Chiến tranh Thế giới II.

## Tính năng kỹ chiến thuật ()

### Đặc điểm riêng
- Tổ lái: 1
- Sức chứa: 2, gồm 1 phi công và 1 hành khách (205 kg)
- Chiều dài: 7.25 m (23 ft 9 in)
- Sải cánh: 11 m (36 ft 1 in)
- Chiều cao: 2.3 m (7 ft 7 in)
- Diện tích cánh: 16 m2 (170 sq ft)
- Trọng lượng rỗng: 295 kg (650 lb)
- Trọng lượng cất cánh tối đa: 500 kg (1,102 lb)
- Động cơ: 1 động cơ piston Zündapp Z 9-092, 37 kW (50 hp)

### Hiệu suất bay
- Vận tốc cực đại: 140 km/h (87 mph; 76 kn)
- Vận tốc hành trình: 125 km/h (78 mph; 67 kn)
- Tầm bay: 450 km (280 mi; 243 nmi)